# Thymidinkinase
Die Thymidinkinase (TK) ist dasjenige Enzym in allen Lebewesen, das Desoxythymidin zu Desoxythymidinmonophosphat (dTMP) umwandelt. Es ist daher essentiell beim Aufbau der DNA. Insbesondere proliferierende Zellen in der Interphase produzieren dieses Enzym. Die Mitochondrien in Eukaryoten-Zellen haben eine eigene Variante die nicht Zellzyklus-reguliert ist.

## Katalysierte Reaktion
+ ATP →
 + ADP
Desoxythymidin reagiert mit ATP zu dTMP und ADP. Aus dem Nukleosid wurde also das Nukleotid, welches um durch eine DNA-Polymerase in DNA eingebaut zu werden, noch durch eine Thymidilatkinase in Thymidindiphosphat und weiter durch eine Nucleosiddiphosphatkinase in Thymidintriphosphat  umgesetzt werden muss.
Trotz ihres Namens sind Thymidinkinasen vieler Organismen relativ unspezifisch. So können auch Cytosin und Uridin, sowie deren Desoxyderivate, und auch Guanosin-Analoga wie Aciclovir phosphoryliert werden.

## Bedeutung in der Medizin
Da die Thymidinkinase (TK) ein Enzym ist, das am Einbau des Nukleosids Thymidin in die DNA beteiligt ist, ist ihre Konzentration ein Maß für die Teilungsaktivität von Zellen. Insbesondere bei malignen Erkrankungen des blutbildenden und lymphatischen Systems liegt ihr Wert über dem Normalwert von <5 U/l und ist somit ein Tumormarker, der bei akuten und chronischen Leukämien, bei Non-Hodgkin-Lymphomen sowie dem multiplen Myelom eine Aussage über den Fortschritt und die Prognose der Erkrankung geben kann. Im Labor wird die TK über die Radioimmunassay (RIA) bestimmt.